# Amud (Syria)
Amud (arab. عامود) – wieś w Syrii, w muhafazie Idlib. W 2004 roku liczyła 828 mieszkańców.